# Ruggen, Uppland
Ruggen är en sjö i Österåkers kommun i Uppland och ingår i Norrtäljeån-Åkerströms kustområde. Sjön är 5,9 meter djup, har en yta på 0,56 kvadratkilometer och befinner sig 23,1 meter över havet.

## Delavrinningsområde
Ruggen ingår i det delavrinningsområde (660461-165152) som SMHI kallar för Rinner mot Norrfjärden sek namn. Medelhöjden är 32 meter över havet och ytan är 30,52 kvadratkilometer. Det finns inga avrinningsområden uppströms utan avrinningsområdet är högsta punkten. Avrinningsområdets utflöde mynnar i havet, utan att ha någon enskild mynningsplats. Avrinningsområdet består mestadels av skog (73 procent) och jordbruk (16 procent). Avrinningsområdet har 1,05 kvadratkilometer vattenytor vilket ger det en sjöprocent på 3,4 procent. Bebyggelsen i området täcker en yta av 0,99 kvadratkilometer eller 3 procent av avrinningsområdet.